# ویلیام برادشاو
ویلیام برادشاو (انگلیسی: William Bradshaw؛ زادهٔ ۱۸۸۲) ورزشکار فوتبال اهل بریتانیا است.
از باشگاه‌هایی که در آن بازی کرده‌است می‌توان به باشگاه فوتبال آرسنال، باشگاه فوتبال برنلی و باشگاه فوتبال فولام اشاره کرد.